# Linda Sarsour
Linda Sarsour (sinh 1980) là một nhà hoạt động chính trị người Mỹ. Cô là đồng chủ tịch của Tháng Ba Phụ Nữ 2017, Ngày Không Có Phụ Nữ 2017 và Tháng Ba Phụ Nữ 2019, và là cựu giám đốc điều hành của Hiệp hội Người Mỹ Ả Rập ở New York. Cô và các đồng chủ tịch March March của cô đã được đưa vào tạp chí Time "100 người có ảnh hưởng nhất" năm 2017. Sarsour là người Hồi giáo gốc Palestine.
Sarsour lần đầu tiên gây chú ý trong việc phản đối cảnh sát giám sát người Hồi giáo Mỹ, sau đó dính líu đến các vấn đề dân quyền khác như sự tàn bạo của cảnh sát, nữ quyền, chính sách nhập cư và giam giữ hàng loạt. Cô cũng đã tham gia vào các cuộc biểu tình của Black Lives Matter và là nguyên đơn chính trong vụ kiện thách thức tính hợp pháp của lệnh cấm du lịch Trump.
Hoạt động chính trị của cô đã được một số người tự do và cấp tiến ca ngợi, trong khi lập trường và nhận xét của cô về cuộc xung đột Palestine của Israel đã bị một số người bảo thủ và các tổ chức và tổ chức Do Thái chỉ trích. Sarsour đã ủng hộ người Palestine ở các vùng lãnh thổ do Israel chiếm đóng và bày tỏ sự chỉ trích về chủ nghĩa Zion và ủng hộ chiến dịch Tẩy chay, thoái vốn, trừng phạt (BDS) chống lại Israel.

## Tiểu sử
Sinh ra ở Brooklyn, New York, Sarsour là con cả trong bảy người con của người nhập cư Palestine. Cha cô sở hữu một khu chợ nhỏ ở Crown Heights, Brooklyn, được gọi là Linda's. Cô lớn lên ở Sunset Park, Brooklyn và đến trường trung học John Jay ở Park Slope. Sau trung học, cô tham gia các khóa học tại Kingsborough Community College và Brooklyn College với mục tiêu trở thành giáo viên tiếng Anh.